# Billings (Missouri)
Billings é uma cidade localizada no estado americano de Missouri, no Condado de Christian.

## Demografia
Segundo o censo americano de 2000, a sua população era de 1091 habitantes. 
Em 2006, foi estimada uma população de 1127, um aumento de 36 (3.3%).

## Geografia
De acordo com o United States Census Bureau tem uma área de 
2,0 km², dos quais 2,0 km² cobertos por terra e 0,0 km² cobertos por água. Billings localiza-se a aproximadamente 417 m acima do nível do mar.

## Localidades na vizinhança
O diagrama seguinte representa as localidades num raio de 16 km ao redor de Billings. 